# Robin Hannelore
Robin Hannelore, pseudoniem van August Obbels (Pulle, 21 maart 1937), is een Belgische Nederlandstalige schrijver en dichter.
Hij is vooral bekend in de Belgische Kempen. Hij kreeg in 1968 en 1977 de poëzieprijs van de provincie Antwerpen. Naast zijn auteursactiviteiten was hij tot 1997 leraar Germaanse talen in zowel Herentals als Antwerpen. In zijn werk keert hij steeds terug naar de Kempen, en meer specifiek naar zijn geboortedorp Pulle, waar men hem kent als plaatselijke historicus. Hannelore schreef enige tijd stukjes in het Vlaamse dagblad De Standaard over het reilen en zeilen in het Kempense groen. Deze werden later gebundeld in twee boeken: Dagboek van een natuurliefhebber (1984) en Dagboek van een groenridder (1988).
Binnen zijn zeer ruime thematiek neemt Hannelore het dikwijls op voor de onmondigen. Deze voorkeur voor de zwakkeren en de onderdrukten, die in zijn werk meermaals naar boven komt, culmineerde in Een brief aan de koning (1979). In zijn veelheid van stijlen waagde hij zich enkele malen in het magisch realisme, wat hem de vriendschap opleverde van de in het naburige Grobbendonk wonende Hubert Lampo. Samen met Frans Depeuter en Walter van den Broeck was Hannelore ook medestichter van het satirisch-kritische tijdschrift Heibel, dat hij in 2007 met Depeuter opnieuw tot leven riep.

### Poëzie
- Waan en Pijn, Lier, De Bladen voor de Poëzie, 1958
- Kalk blussen op Verloren Maandag, Lier, De Bladen voor de Poëzie, 1961
- Heildronkaard in de Hanebalken, Grobbendonk, Eigen Beheer, 1963
- Het Gewei van de Wind, Grobbendonk, Eigen Beheer, 1964
- Visum voor Gomorra, Grobbendonk, Eigen Beheer, 1965
- Raka, Antwerpen, Die Poorte, 1966
- De Ridderzwammen, Lier, De Bladen voor de Poëzie, 1967
- Abutilon, Herentals, Heibel-uitgave, 1967
- Guerrilla Utopia, Brugge, Desclée De Brouwer, 1968
- Modder voor de Neushoorns, Brecht, De Roerdomp, 1969
- Mandragora, Herentals, Heibel-uitgave, 1970
- De Geselbank, Brugge, Orion, 1971
- De Kempense Brandbrieven, Brecht, De Roerdomp, 1974
- De Kempense Zwanezang, Brugge, Orion, 1977
- Het Koekoeksspog, Hasselt, Heideland, 1978
- De Heksenvlecht, Brecht, De Roerdomp, 1987
- Het Zilver van de Uilen, Hulshout, De Koofschep, 1991
- Vaarwel gele Schrijver, Brecht, De Roerdomp, 1994
- De Zandfluiter, Vosselaar, Heibrand, 2002
- De laatste Mispels, Westerlo, Kramat, 2007

### Proza
Romans
- Het 58ste Facet, Antwerpen, De Standaard & Leuven, Davidsfonds, 1969
- Apologie voor een Rat, Antwerpen, De Standaard, 1970
- Trojka voor Spoken (in samenwerking met Frans Depeuter en Walter van den Broeck), Brugge, De Galge, 1970
- De Zaak Matys, Antwerpen, Brito, 1971
- De schaamrode Rapsode, Brecht, De Roerdomp, 1972
- De traditionele Kus, Leuven, De Clauwaert, 1972
- Kampioen in een doodlopende straat, Brecht, De Roerdomp, 1973
- De Haringkoning, Leuven, De Clauwaert, 1973
- Bloedrode Honig, Brecht, De Roerdomp, 1974
- De Venusberg, Leuven, De Clauwaert, 1975
- De zwarte Madonna, Brecht, De Roerdomp, 1977
- Een Merel met lange Oren, Leuven, Davidsfonds, 1977
- De wilde Katten, Leuven, De Clauwaert, 1977
- Het Bal van de Burgemeester, Brecht, De Roerdomp, 1978
- Memoires van een Kerkuil, Beveren-Melsele, Orbis en Orion, 1978
- Requiem voor de Geitenmelker, Leuven, Davidsfonds, 1979
- De Dood van de witte Raaf, Brecht, De Roerdomp, 1980
- Het Naaigaren van de Duivel, Leuven, Davidsfonds, 1980
- Een Haas voor de Tienduizend Meter, Leuven, De Clauwaert, 1981
- Het Lied van de Rotzak, Brecht, De Roerdomp, 1981
- Liefde is Wijn maken, Brecht, De Roerdomp, 1982
- Jenever uit Pulle, Brecht, De Roerdomp, 1983
- De Zwaanridder, Brecht, De Roerdomp, 1984
- Een Regen van Rozeblaadjes, Brecht, De Roerdomp, 1984
- Pulse Frambozen, Brecht, De Roerdomp, 1985
- De Korenpater, Brecht, De Roerdomp, 1986
- Ga je mee naar Groenland?, Brecht, De Roerdomp, 1987
- Django de Koningshond, Brecht, De Roerdomp, 1988
- Op een wit Paard naar Geel, Brecht, De Roerdomp, 1989
- Een Schild met Everzwijnen, Brecht, De Roerdomp, 1990
- Het Bloed van de Pelikaan, Turnhout, Heibrand, 1991
- De Orchideeëndief, Turnhout, Heibrand, 1992
- De witte Ree, Turnhout, Heibrand, 1995
- De Krekels van Pulle, Turnhout, Heibrand, 1995
- Naar Sint-Job op een Ezel zonder Kop, Turnhout, Heibrand, 1996
- Het Einde van het Lang Spoor, Turnhout, Heibrand, 1998
- Toen Onze-Lieve-Vrouw wegging uit Eisterlee, Vosselaar, Heibrand, 1999
- Het Malheur, Vosselaar, Heibrand, 2000
- De Dood van een Coureur, Vosselaar, Heibrand, 2001
- Het Buitenverblijf van God, Westerlo, Kramat, 2006
- De Piano van de Armen, Westerlo, Kramat, 2007
- Er zitten geen Goudvissen meer in het Ven, Berghmans Uitgevers bvba 2009

Verhalenbundels
- Voyeur, Antwerpen, Brito, 1970
- De Vaaltgieren, Brecht, De Roerdomp, 1971
- Wolfskers, Brecht, De Roerdomp, 1975
- Een Brief aan de Koning, Brecht, De Roerdomp, 1979
- Een dikke Roman van Mauriac en andere Pulse Verhalen, Turnhout, Heibrand, 1993
- De Buizerd van Krabbels, Turnhout, Heibrand, 1994
- Kemphaan met witte Kraag, Turnhout, Heibrand, 1997
- De Oude Belgen Uitgever: Uitg. Heibrand, Vosselaar, 2003

Novellen
- De blauwe Reigers, Brecht, De Roerdomp, 1978 (ook verschenen als Vlaams Filmpje, nr 1309 van 15-09-1978)
- De Diamantslijper en de Hop, Brecht, De Roerdomp, 1983
- Lelies voor een Duivenmelker, Brecht, De Roerdomp, 1987
- De Meerval, Leuven, De Clauwaert & Wommelgem, De Gulden Engel, 1988

Kinderboeken
- Miranda en de negen Vlinders, Antwerpen, Brito, 1970
- In "Jeugdomnibus 1: acht nieuwe verhalen" het verhaal: "Wie lijdt aan hondsdolheid?" (p.68 - p.84)(uitg. Baart, Borsbeek 1981)

### Andere
- Er is méér, Horatio (gesprekken met Hubert Lampo), Antwerpen, Brito & Amsterdam, Meulenhoff, 1970
- Grobbendonkse Brieven (met Hubert Lampo), Brecht, De Roerdomp, 1974
- De Kempen (reiskompas), Zaventem, Elsevier-Librico, 1984
- Dagboek van een Natuurliefhebber, Zaventem, Elsevier-Librico, 1984
- Dagboek van een Groenridder, Brecht, De Roerdomp, 1988
- Platgedrukt door Goudhaantjes (dagboek), Hulshout, De Koofschep, 1991
- Dagboek van een chicaneur en andere bijdragen. Uit Heibelboek, Brito Antwerpen 1970